# Encore (album Johnnyja Casha)
Encore je kompilacija Johnnyja Casha, objavljena 1981. u izdanju Columbia Recordsa. Osim pjesama s ranijih Cashovih albuma, uključujući hit "(Ghost) Riders in the Sky", sadrži i novo-skladanu pjesmu "Song of the Patriot". Pjesma je objavljena kao singl, uz manji uspjeh na top ljestvicama.

## Popis pjesama
1. "I Will Rock and Roll With You" (Cash) – 2:54
2. "Without Love" (Nick Lowe) – 2:26
3. "Gone Girl" (Jack Clement) – 3:12
4. "I'll Say It's True" (Cash) – 2:48
5. "Cold Lonesome Morning" (Cash) – 3:21
6. "(Ghost) Riders in the Sky" (Stan Jones) – 3:49
7. "Song of the Patriot" (Shirl Milete, Marty Robbins) – 3:28
8. "The Lady Came from Baltimore" (Tim Hardin) – 2:43
9. "Texas, 1947" (Guy Clark) – 3:10
10. "The Last Gunfighter Ballad" (Clark) – 2:48

## Ljestvice
Singlovi - Billboard (Sjeverna Amerika)
| Godina | Singl                 | Ljestvica        | Pozicija |
| ------ | --------------------- | ---------------- | -------- |
| 1980.  | "Song of the Patriot" | Country singlovi | 54       |